# アルバウィングス
アルバウィングス (Albawings) はアルバニアの航空会社である。ティラナに本社を置き、ティラナ国際空港を拠点としてイタリア各地へ向かう便を運航する。

## 歴史
アルバウィングスは2015年2月に、Gentian Kole と Dhimitër Tola という2人の起業家によって設立された。2016年2月4日、アルバニア民間航空局から航空運送事業許可を得た。最初に納入された機材はボーイング737-500で、愛称は「スピリット・オブ・ティラナ」である。
2016年12月11日、ブルース・ディッキンソンの操縦で2機目の機材が納入された。このリース機はカーディフ・アビエーションが所有するボーイング737-400であり、ミスター・ピトキン役で知られるアルバニアで有名な俳優ノーマン・ウィズダムに因んだ愛称が付けられた。
2024年1月12日をもって、アルバウイングスは飛行を停止した。

## 就航都市
アルバウィングスの就航都市は以下の通り（2017年11月時点。コードシェア便含む）。
 アルバニア
- ティラナ – ティラナ国際空港(拠点空港)

 イタリア
- ボローニャ - ボローニャ・ボルゴ・パニゴーレ空港[注釈 1]
- フィレンツェ – フィレンツェ＝ペレトラ空港
- ミラノ - ミラノ・マルペンサ空港[注釈 1]
- ペルージャ – ウンブリア＝ペルージャ・サン・フランチェスコ・ダッシジ国際空港（英語版）
- リミニ – リミニ空港
- トレヴィーゾ – トレヴィーゾ空港
- ヴェネチア - ヴェネツィア・テッセラ空港
- ヴェローナ - ヴェローナ＝ヴィッラフランカ空港[注釈 1]

## 保有機材

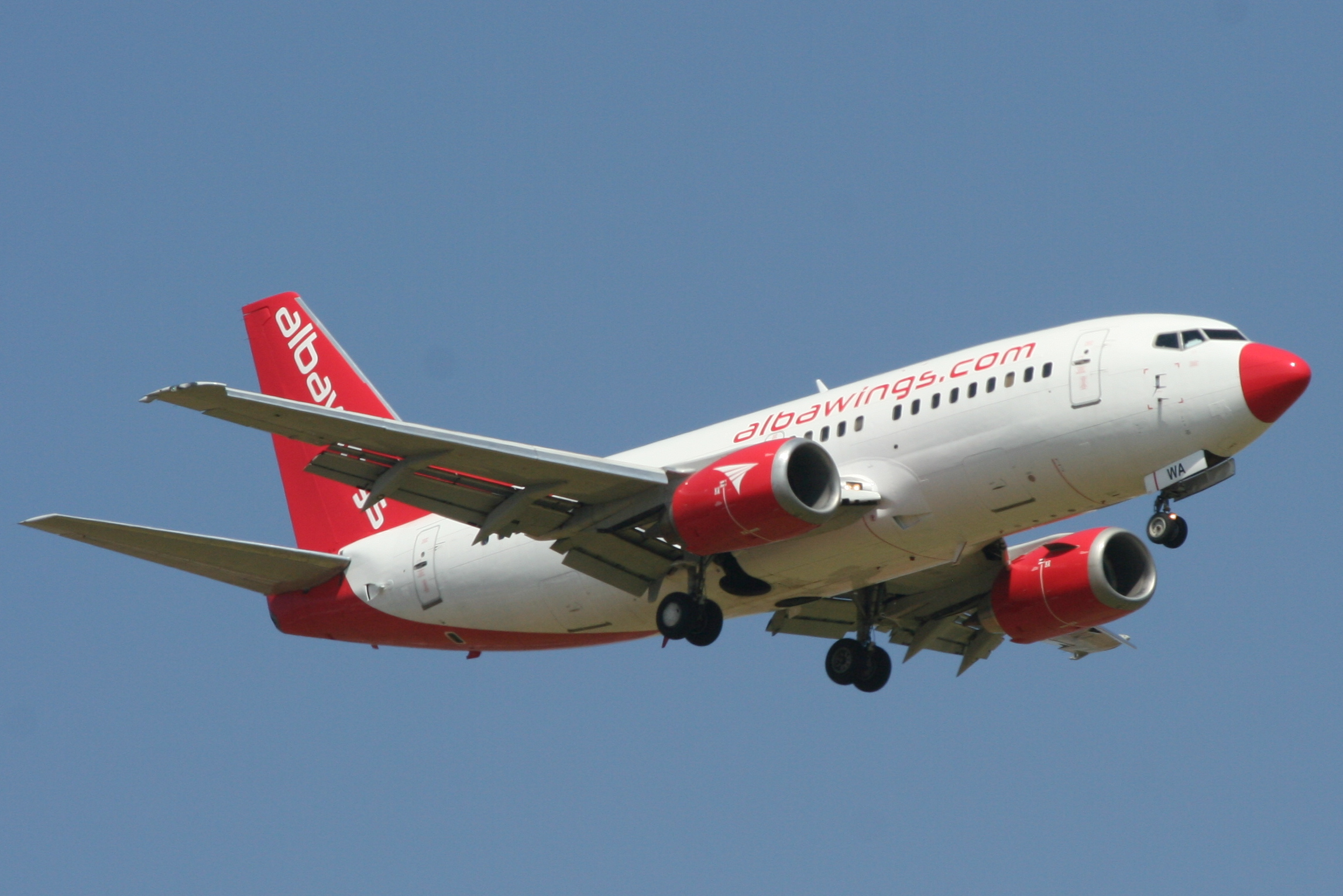
アルバウィングスのボーイング737-500

2017年11月現在、アルバウィングスが保有する機材は以下の通りである。